# Neoscona sanjivani
Neoscona sanjivani är en spindelart som beskrevs av Gajbe 2004. Neoscona sanjivani ingår i släktet Neoscona och familjen hjulspindlar. Inga underarter finns listade i Catalogue of Life.